# Gaurain
Gaurain is een dorp in de Gaurain-Ramecroix, deelgemeente van de stad Doornik in de Belgische provincie Henegouwen.
Gaurain ligt zo'n zeven kilometer ten oosten van het stadscentrum van Doornik. Minder dan een kilometer ten noordwesten ligt Ramecroix.

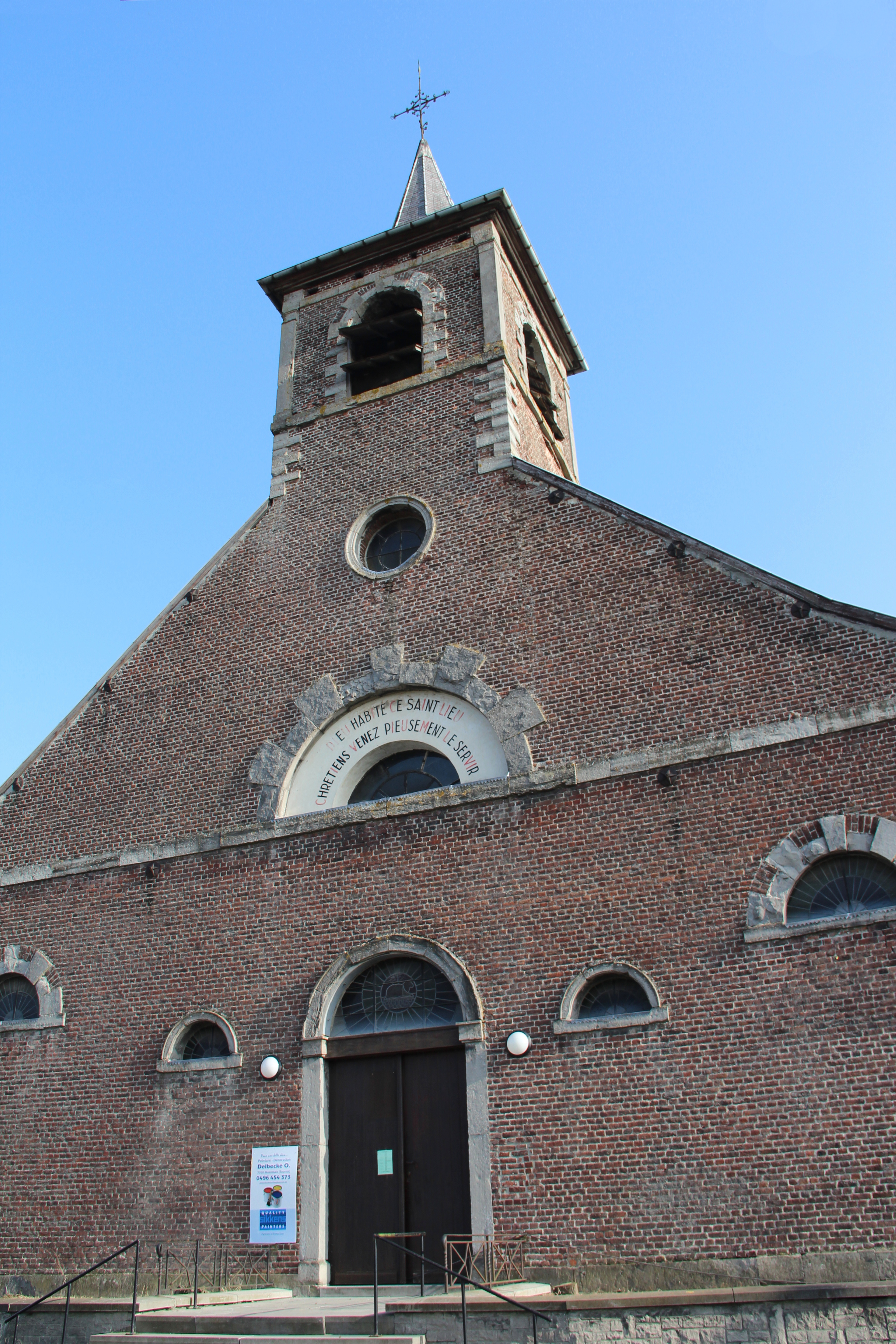
Église Saint-Vaast

## Geschiedenis
De Ferrariskaart uit de jaren 1770 toont hier het dorp Gaurain, even ten zuiden van de steenweg van Doornik naar Aat (Chaussée de Tournay à Ath). Net ten zuidoosten toont de kaart het omvangrijke gehucht de la Louvière, en ten oosten van het dorp het bos Bois de  St. Mard (Bois de Saint-Marc).
Op het eind van het ancien régime, toen tijdens de Franse bezetting op het eind van de 18de eeuw de gemeenten werden gecreëerd, werd Gaurain samen met Ramecroix ondergebracht in de gemeente Gaurain-Ramecroix.

## Bezienswaardigheden
- De Sint-Vaastkerk (Église Saint-Vaast) is een neoclassicistisch bouwwerk van 1832 in Doornikse steen en bakstenen.

## Natuur en landschap
In de omgeving van Gaurain liggen diverse kalksteengroeven. De grootste, in 2012 gesloten, kalksteengroeve was de Carrière de Gaurain, tegenwoordig een waterplas tot 178 meter diepte beneden zeeniveau. Daarnaast vindt men een grote cementfabriek, de Cementoven CCB Gaurain, en een stort van 112 meter boven zeeniveau. De hoogte van het centrum van Gaurain bedraagt 47 meter.

## Nabijgelegen kernen
Ramecroix, Fontenoy, Barry
Deelgemeenten: Barry · Beclers · Blandain · Chercq · Doornik · Ere · Esplechin · Froidmont · Froyennes · Gaurain-Ramecroix · Havinnes · Hertain · Kain · Lamain · Marquain · Maulde · Melles · Mont-Saint-Aubert · Mourcourt · Orcq · Quartes · Ramegnies-Chin · Rumillies · Saint-Maur · Templeuve · Thimougies · Vaulx · Vezon · Warchin · Willemeau

Overige plaatsen: Bourgambray · Crotière · Gaurain · La Louvière · Ligny · Ramecroix

Belgische gemeenten · Arrondissement Bergen · Henegouwen · Wallonië